# 멀리사 벨로트
멀리사 루이즈 벨로트(Melissa Louise Belote, 1956년 10월 16일 ~ )는 배영을 전문으로 활약한 전 미국의 세계 기록 보유 수영 선수이다.
워싱턴 D.C.에서 태어나 15세의 나이로 1972년 뮌헨 올림픽에 참가하여 3개의 금메달을 획득하였다. 100m 배영에서는 동료 선수이자 기록 보유자 수전 애트우드를 꺾었고, 200m 배영에서는 1분 19.19초의 세계 기록을 세웠다.
1979년 수영에서 은퇴하였고, 4년 후에 국제 수영 명예의 전당에 헌액되었다.
현재 애리조나주 템피에 있는 맥클린톡 고등학교의 수영과 다이빙 코치를 맡고 있으며, 리오 살라도 수영 팀의 코치이기도 하다.

## 같이 보기
- 올림픽 다관왕 목록
- 올림픽 수영 여자 메달리스트 목록
- 수영 배영 200m 세계 기록 추이
- 수영 혼계영 400m 세계 기록 추이